# موهوزي كاينيروغابا
موهوزي كاينيروغابا (ولد في 24 أبريل 1974) ضابط عسكري أوغندي. وهو جنرال في قوات الدفاع الشعبية الأوغندية وقائد مجموعة القوات الخاصة التي تضم الوحدة المعروفة باسم لواء الحرس الرئاسي المسؤول عن توفير الأمن لرئيس أوغندا والملوك الدستوريين في أوغندا، وقد تم تعيينه في 16 ديسمبر 2020 من قبل يوري موسفني. وقد شغل موهوزي نفس المنصب في الفترة من 2008 إلى 2017. كما أن مجموعة القوات الخاصة مسؤولة عن توفير الأمن في منشآت البترول الأوغندية. وهو ابن الرئيس يوري موسفني القائد العام لقوة الدفاع الشعبية الأوغندية ورئيس أوغندا. وكان موهوزي يشغل منصب كبير مستشاري الرئيس للعمليات الخاصة منذ عام 2017.

## العائلة
ولد كاينيروغابا في 24 أبريل 1974 في دار السلام بتنزانيا ليوري موسفني، الذي شغل منصب رئيس أوغندا منذ عام 1986. فقد والدته أثناء ولادته وربته جانيت موسيفيني، وزيرة التعليم والرياضة منذ 6 يونيو 2016. موهوزي كاينيروغابا هو أول مولود لهم.
وهو متزوج من شارلوت نانكوندا كوتيسا ومعاً لديهم 3 أطفال.

## التعليم
وفي صغره، التحق كاينيروغابا بمدارس في تنزانيا، وأكاديمية جبل كينيا في نييري كينيا والسويد. وبعد أن أصبح والده رئيسا لأوغندا، التحق بمدرسة آباء كامبالا، وكلية الملك بودو لفترة، وكلية سانت ماري، وهي مدرسة سكنية متوسطة وثانوية تقع في منتصف الطريق تقريبا بين كامبالا وإنتيبي. تخرج في عام 1994.
تم قبوله لاحقًا في الكلية الحربية المصرية حيث أخذ دورات قادة السرية والكتائب. كما حضر مدرسة كالاما للتدريب على الحرب المدرعة في كابامبا بمقاطعة موبندي بوسط اوغندا. في عام 2007 تم قبوله في دورة لمدة عام واحد في كلية قيادة الجيش الأمريكي والأركان العامة في فورت ليفنوورث، كانساس، وتخرج في يونيو 2008. بعد ذلك، أكمل بنجاح برنامج الأمن القومي التنفيذي في كلية الدفاع الوطني لجنوب أفريقيا.

## وصلات خارجية
- قالب:LinkedIn URL